# Liste der Nationalräte des Kantons Basel-Landschaft
Diese Liste zeigt alle Mitglieder des Nationalrates aus dem Kanton Basel-Landschaft seit Gründung des Bundesstaates im Jahr 1848 bis heute.

## Parteiabkürzungen
- BAB: Bauern- und Arbeiterbund
- BGB: Bauern-, Gewerbe- und Bürgerpartei
- CVP: Christlichdemokratische Volkspartei
- DP: Demokratische Partei
- DVV: Demokratisch-volkswirtschaftliche Vereinigung
- FDP: Freisinnig-Demokratische Partei, seit 2009 FDP.Die Liberalen
- FWB: Schweizerischer Freiwirtschaftsbund
- Grüne: Grüne Schweiz
- KCV: Konservativ-Christlichsoziale Volkspartei
- KVP: Schweizerische Konservative Volkspartei
- LdU: Landesring der Unabhängigen
- Mitte: Die Mitte
- SD: Schweizer Demokraten
- SP: Sozialdemokratische Partei der Schweiz
- SVP: Schweizerische Volkspartei

Sonstige Parteiströmungen oder -richtungen:
- DL: Demokratische Linke (extreme Linke, Demokraten, sozialpolitische Gruppe)
- FL: Freisinnige Linke (Freisinnige, Radikale, Radikaldemokraten)
- LM: Liberale Mitte (Liberale, Liberaldemokraten)

## Nationalräte
| Name                           | Partei/Fraktion                 | Amtszeit                      | Geboren | Gestorben |
| ------------------------------ | ------------------------------- | ----------------------------- | ------- | --------- |
| Jakob Joseph Adam              | FL                              | 1863–1868                     | 1828    | 1888      |
| Claudius Alder                 | LdU                             | 1971–1983                     | 1938    | 2022      |
| Kathrin Amacker                | CVP                             | 2007–2010                     | 1962    |           |
| Adolf Ast                      | BGB                             | 1922–1935                     | 1874    | 1936      |
| Felix Auer                     | FDP                             | 1971–1991                     | 1925    | 2016      |
| Caspar Baader                  | SVP                             | 1998–2014                     | 1953    |           |
| Johann Jakob Baader            | LM                              | 1866–1869                     | 1810    | 1879      |
| Martin Bider                   | LM                              | 1868–1872                     | 1812    | 1878      |
| Daniel Bieder                  | FL                              | 1857–1863                     | 1825    | 1910      |
| Karl von Blarer                | KVP                             | 1928–1931                     | 1885    | 1978      |
| Jules Blunschi                 | KVP                             | 1951–1952                     | 1896    | 1967      |
| Ernst Boerlin                  | FDP                             | 1943–1963                     | 1905    | 1975      |
| Florence Brenzikofer           | Grüne                           | 2019–                         | 1975    |           |
| Karl Adolf Brodtbeck           | SP                              | 1919–1924                     | 1866    | 1932      |
| Jakob Buser                    | FL/FDP                          | 1890–1913                     | 1847    | 1914      |
| Johann Bussinger               | FL                              | 1854–1857                     | 1825    | 1889      |
| Thomas de Courten              | SVP                             | 2011–                         | 1966    |           |
| Walter Degen                   | BGB/SVP                         | 1947–1955 1959–1975           | 1904    | 1981      |
| Angeline Fankhauser            | SP                              | 1983–1999                     | 1936    |           |
| Hans-Rudolf Feigenwinter       | CVP                             | 1975–1991                     | 1937    | 2023      |
| Karl Flubacher                 | FDP                             | 1967–1987                     | 1921    | 1992      |
| Emil Frey 1                    | DL (bis 1878) FL (ab 1878)      | 1872–1882                     | 1838    | 1922      |
| Emil Remigius Frey             | DL                              | 1848–1851                     | 1803    | 1889      |
| Ruth Gonseth                   | Grüne                           | 1991–2001                     | 1943    |           |
| Jakob Graf                     | FL                              | 1863–1866 1872–1887           | 1824    | 1887      |
| Maya Graf                      | Grüne                           | 2001–2019                     | 1962    |           |
| Albert Grieder                 | FDP                             | 1912–1919                     | 1863    | 1938      |
| Hugo Gschwind                  | KVP                             | 1939–1943                     | 1900    | 1975      |
| Stephan Gschwind               | BAB                             | 1889–1904                     | 1854    | 1904      |
| Stephan Gutzwiller             | FL                              | 1851–1872                     | 1802    | 1875      |
| Hans Rudolf Gysin              | FDP                             | 1987–2011                     | 1940    | 2023      |
| Walter Hilfiker                | SP                              | 1943–1945                     | 1897    | 1945      |
| Rudolf Imhof                   | CVP                             | 1995–2003                     | 1940    | 2014      |
| Claude Janiak                  | SP                              | 1999–2007                     | 1948    |           |
| Walter Jermann                 | CVP                             | 2003–2007                     | 1945    |           |
| Rudolf Keller                  | SD                              | 1991–1999                     | 1956    |           |
| Paul Kurrus                    | FDP                             | 1999–2003                     | 1947    |           |
| Adolf Landolt                  | SP                              | 1959–2023                     | 1907    | 1973      |
| Leo Lejeune                    | SP                              | 1955–1959                     | 1915    | 1985      |
| Kurt Leupin                    | DP                              | 1943–1951                     | 1907    | 1986      |
| Susanne Leutenegger Oberholzer | SP                              | 1987–1991 1999–2018           | 1948    |           |
| Emanuel Löw                    | FL                              | 1869–1875                     | 1834    | 1908      |
| Leo Mann                       | SP                              | 1935–1951                     | 1890    | 1958      |
| Samira Marti                   | SP                              | 2018–                         | 1994    |           |
| Johann Jakob Matt              | FL                              | 1848–1849                     | 1814    | 1882      |
| Fritz Maurer                   | FDP                             | 1963–1967                     | 1901    | 1991      |
| Johannes Mesmer                | DL                              | 1851–1854                     | 1791    | 1870      |
| Arnold Meyer                   | FDP                             | 1932–1935                     | 1877    | 1959      |
| Theo Meyer                     | SP                              | 1990–1999                     | 1937    |           |
| Walter Meyer                   | BAB                             | 1894–1899                     | 1837    | 1901      |
| Christian Miesch               | FDP (bis 1995) SVP (ab 2003)    | 1991–1995 2003–2011 2014–2015 | 1948    |           |
| Hans-Rudolf Nebiker            | SVP                             | 1975–1998                     | 1929    | 2008      |
| Eric Nussbaumer                | SP                              | 2007–                         | 1960    |           |
| Heinrich Ott                   | SP                              | 1979–1990                     | 1929    | 2013      |
| Johann Heinrich Plattner       | FL                              | 1849–1851                     | 1795    | 1862      |
| Ambrosius Rosenmund            | FL                              | 1882–1893                     | 1846    | 1896      |
| Albert Ryser                   | SP                              | 1945–1947 1951–1955           | 1903    | 1987      |
| Rudolf Scheibler               | FDP                             | 1935–1939                     | 1879    | 1949      |
| Daniela Schneeberger           | FDP                             | 2011–                         | 1967    |           |
| Elisabeth Schneider-Schneiter  | CVP (bis 2020) Mitte (ab 2021)  | 2010–                         | 1964    |           |
| Albert Schwander               | DP                              | 1904–1914                     | 1861    | 1922      |
| Gustav Adolf Seiler            | DVV (bis 1919) FDP (ab 1919)    | 1914–1943                     | 1875    | 1949      |
| Sandra Sollberger-Muff         | SVP                             | 2015–                         | 1973    |           |
| Hans Konrad Sonderegger        | FWB                             | 1939–1943                     | 1891    | 1944      |
| Karl Stohler                   | FDP                             | 1919–1928 1931–1932           | 1877    | 1932      |
| Hermann Straumann              | FDP                             | 1911–1919                     | 1862    | 1948      |
| Heinrich Strub                 | FDP (bis 1917) unabh. (ab 1917) | 1914–1919                     | 1875    | 1954      |
| Johann Jakob Stutz             | FL                              | 1887–1890                     | 1842    | 1913      |
| Johann Surbeck                 | SP                              | 1924–1939                     | 1892    | 1956      |
| Johannes Suter                 | FL/FDP                          | 1891–1912                     | 1847    | 1912      |
| Carl Tanner                    | FDP                             | 1919–1922                     | 1888    | 1962      |
| Gedeon Thommen                 | LM                              | 1875–1890                     | 1831    | 1890      |
| Josef Tschopp                  | KCV/CVP                         | 1952–1975                     | 1912    | 1993      |
| Paul Wagner                    | SP                              | 1963–1987                     | 1917    | 1997      |
| Fritz Waldner                  | SP                              | 1955–1979                     | 1911    | 1981      |

## Quelle
- Datenbank aller Ratsmitglieder. Website der Bundesversammlung.